# Sous le signe du taureau
Sous le signe du taureau è un film del 1969 diretto da Gilles Grangier.

## Trama
L'inventore Albert Raynal riesce a sviluppare un rivoluzionario razzo spaziale, finanziato dal cognato Jérôme. Operazione che non ha successo nel suo volo di prova e così Jérôme ritira il suo sostegno finanziario.